# Walter Pfitzner
Walter Pfitzner (Leipzig, 1882 – 1952) fou un pianista, director d'orquestra i compositor alemany.
Es graduà a la Universitat de Leipzig el 1901. Estudià amb Arthur Nikisch, Alfred Reisenauer, J. Schumann, Carl Panzner, etc., al Conservatori de Leipzig (1901-5), i debutà com a pianista el 1896 en un concert de l'Orquestra Filharmònica de Bremen. Va ser director de l'òpera a Teplitz (1905-7 i, successivament a Bauteze, Bremen i Kiel (1907-11; pianista i director d'orquestra a Berlín (1911-14), professor de piano al Col·legi Bethany, de Lindsborg (Kansas), des de 1915; director de la Bethany Musical Art Society (1916); fou pianista acompanyant dels artistes Elena Gerhardt, Felix von Kraus, Adriana Kraus-Osborne, Anton Sistermans i altres.
Va compondre: tres canciones, op. 1 (manuscrit); Fantasia simfònica, per a gran orquestra, op. 2 (manuscrit); dos Intermezzi, per a violoncel i orquestra, op. 3; quatre cançons, op. 4. i quatre lieder, op. 5 (manuscrit). Fou membre de la Deutsche Búhneugenossenschaft, de Berlín.
El 1912 va contraure matrimoni amb la mezzosoprano nord-americana Ada Pfitzner-Saverni (1881-1956).